# Svärdsö

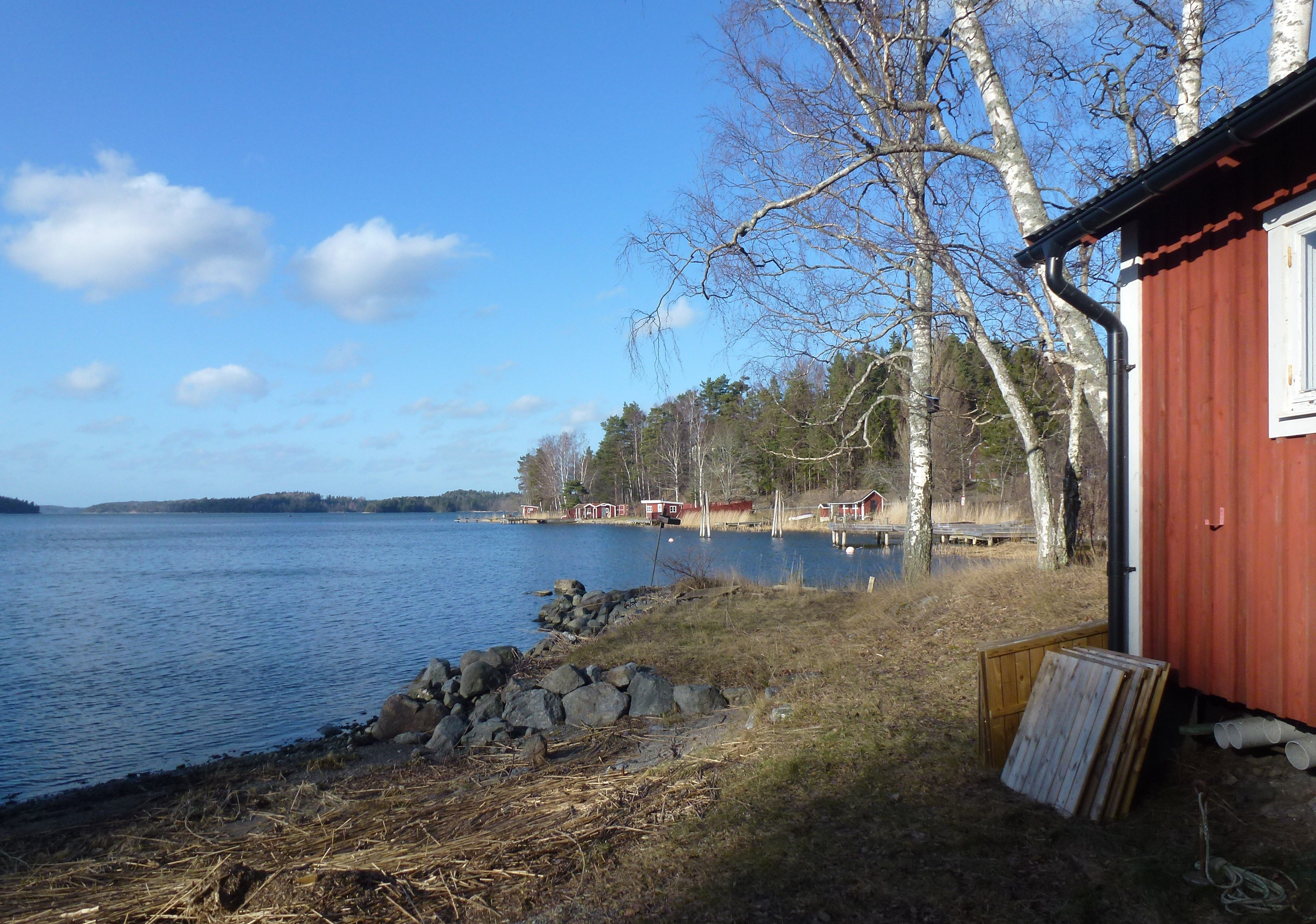
Vy över Svärdsund från Svärdsö mot norr med Oxnö i bakgrunden, mars 2015.

För andra betydelser, se Svärdsö (olika betydelser).
Svärdsö är en ö cirka 4 sjömil sydväst om Nynäshamn. Svärdsö brukar räknas som en egen ö trots att den har vuxit ihop med Torö i söder och Oxnö i norr.
Ön består av hällmarkskog med uppodlad mark och ädellövskog i de nord-sydliga dalsänkorna. Vid Norra Svärdsö gård växer de sällsynta växterna pukvete, vårärt, tandrot och paddfot.